# Przechadzka
Przechadzka (ros. Прогулка, Progulka) – rosyjski melodramat z 2003 roku w reżyserii Aleksieja Uczitiela.

## Opis fabuły
W czasie przechadzki po ulicach Petersburga, Olga poznaje Alioszę. Mimo że początkowo broni się przed natarczywością mężczyzny, którego widzi po raz pierwszy, z czasem ulega jego urokowi i daje się zaprosić na podróż do Moskwy. Wraz z przyjacielem Alioszy, Petią odbywają ponad godzinny spacer po urokliwych zakątkach miasta. Spacer kończą w rzęsistym deszczu, docierając do jednego z salonów bilardowych. Tam okazuje się, że Olga wkrótce ma wyjść za mąż.

## Obsada
- Irina Piegowa jako Olga
- Jewgienij Griszkowiec jako Sewa
- Paweł Barszak jako Aliosza
- Jewgienij Cyganow jako Petia